# Saga pedo
Saga pedo is een sprinkhaan uit de familie sabelsprinkhanen (Tettigoniidae).

## Kenmerken
Het lichaam van deze ongevleugelde sprinkhaan wordt ongeveer 5,5 tot 7,8 centimeter lang, maar door de lange sabelachtige legboor kan de totale lengte oplopen tot meer dan 13,5 centimeter. Het uiterlijk van de sprinkhaan is kenmerkend; zo zijn de legboor, de antennes en met name de achterpoten verhoudingsgewijs zeer lang, de 'dijen' zijn niet verbreed maar sprieterig. De antennes en legboor zijn roodpaars gekleurd en aan weerszijden van het lichaam loopt een witte, donkeromrande afstekende streep. Ook de voorpoten zijn lang, en hebben vele kleine stekeltjes aan de binnenzijde.

## Leefwijze
De voorpoten dienen als grijporgaan, want deze soort leeft uitsluitend van ongewervelden als insecten en de larven, maar voornamelijk andere soorten sprinkhanen worden gegrepen. Door deze kenmerken lijkt Saga pedo uiterlijk wat op een bidsprinkhaan, hoewel bidsprinkhanen tot een andere orde behoren (Mantodea). Een bidsprinkhaan heeft echter een opgericht lichaam, in rust dichtgevouwen voorpoten en geen legboor.

## Voortplanting

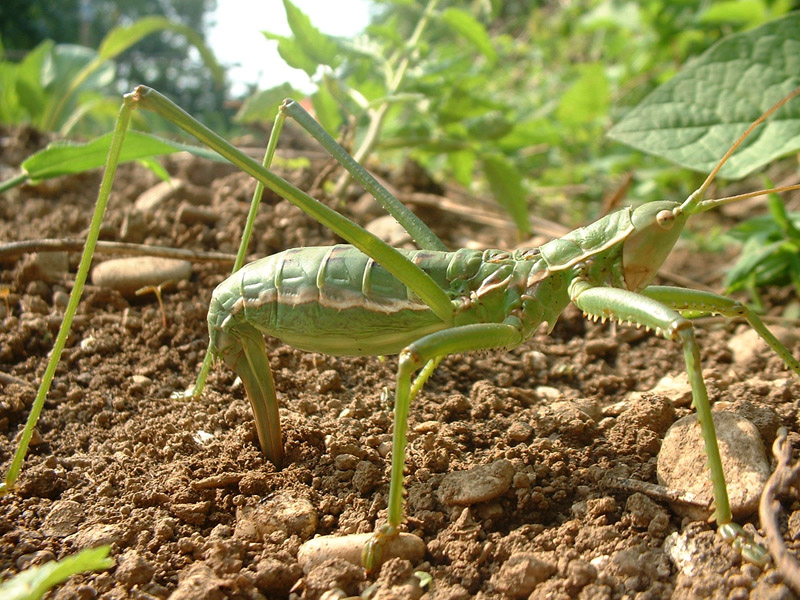
Ei-afzet met de ovipositor.

Opmerkelijk is de voortplanting; er bestaan namelijk geen mannetjes; alle exemplaren zijn vrouwelijk en hebben dus een legboor. De eitjes worden enkele centimeters diep in zanderige grond gelegd. De niet-bevruchte eitjes ontwikkelen zich echter langzaam en komen na een jaar uit, eenmaal uit het ei ontwikkelen de nimfen zich echter snel. Ook zijn de eitjes zeer bestendig en soms verschijnen de nimfen jaren later, soms pas na tien jaar. 

## Voorkomen
Oorspronkelijk komt de soort voor in zuidelijk Europa, maar tegenwoordig ook in de staat Michigan in de VS. De reden is waarschijnlijk dat geïmporteerde zandgrond, afkomstig uit Italië, eitjes bevatte van de sprinkhaan.